# Ambroży (Polikopa)
Ambroży, imię świeckie Andrij Polikopa (ur. 20 września 1943 w Załywanszczynie) – biskup Ukraińskiego Kościoła Prawosławnego Patriarchatu Moskiewskiego.

## Życiorys
Urodził się w rodzinie chłopskiej. Po ukończeniu szkoły średniej i odbyciu zasadniczej służby wojskowej pracował w różnych zakładach w Odessie. W 1967 rozpoczął w tym mieście naukę w seminarium duchownym, zaś w 1974 uzyskał dyplom Moskiewskiej Akademii Duchownej. W czasie nauki ożenił się. 8 października 1972 patriarcha moskiewski i całej Rusi Pimen wyświęcił go na diakona, zaś 15 kwietnia 1973 – na kapłana. Został skierowany do pracy duszpasterskiej w eparchii charkowskiej. Służył w soborze Zwiastowania w Charkowie, zaś od 1979 był dziekanem IV dekanatu.
W 1987 w wypadku samochodowym zginęła jego żona i syn. W rezultacie ks. Polikopa zdecydował się na złożenie wieczystych ślubów mniszych. Przyjął wówczas imię Ambroży.
W 1990 został deputowanym rady miejskiej Charkowa.
W 1998 otrzymał godność archimandryty i 28 czerwca tego samego roku został wyświęcony na biskupa nowogrodzko-siewierskiego, wikariusza eparchii czernihowskiej. Od 2003 jest jej ordynariuszem. 24 września 2008 został podniesiony do godności arcybiskupiej. 17 sierpnia 2015 otrzymał godność metropolity.
Po śmierci metropolity Ireneusza (Semki) (23 września 2017) pełnił dodatkowo obowiązki ordynariusza eparchii nieżyńskiej (do 21 grudnia 2017, tj. do wyboru nowego zwierzchnika tej administratury).